# Eumorpha pandorus
Eumorpha pandorus ist ein Schmetterling (Nachtfalter) aus der Familie der Schwärmer (Sphingidae).

## Merkmale
Die Falter erreichen eine Flügelspannweite von 82 bis 115 Millimetern, wobei die Weibchen größer als die Männchen sind. Ihr Vorderflügelaußenrand ist leicht gezahnt. Die Farbe der Vorderflügeloberseite variiert von olivbraunen bis hin zu grünlichen Tönungen. Am Apex sowie am Innenrand heben sich dunkelgrüne bis dunkelbraune Bereiche ab. Der gleichfarbige Diskoidalfleck ist klein und geteilt. Die Mitte des Vorderrandes zeigt ein rosafarbenes Feld. Die Hinterflügeloberseite entspricht farblich den Vorderflügeln, ist etwas verdunkelt und zeigt ein rosafarbenes Feld am Analwinkel. Der Thorax ist in der Farbe der Vorderflügel dünn behaart. An jeder Seite ist ein dunkelgrüner bis dunkelbrauner Bereich in Form eines Dreiecks erkennbar. Der Hinterleib besitzt eine ähnliche Färbung wie der Thorax.

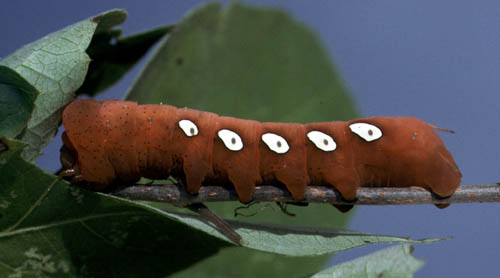
Raupe
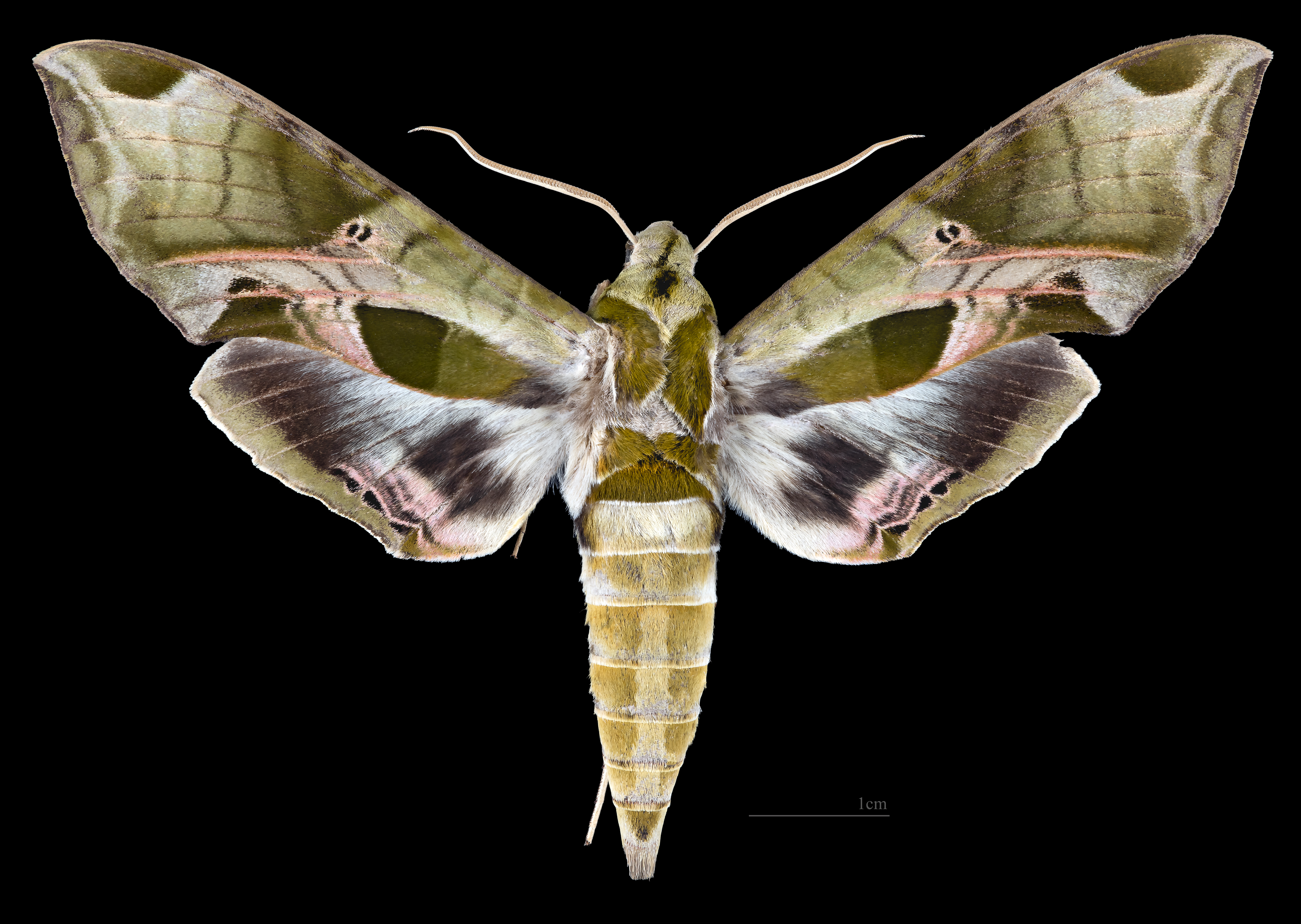
Eumorpha pandorus ♂
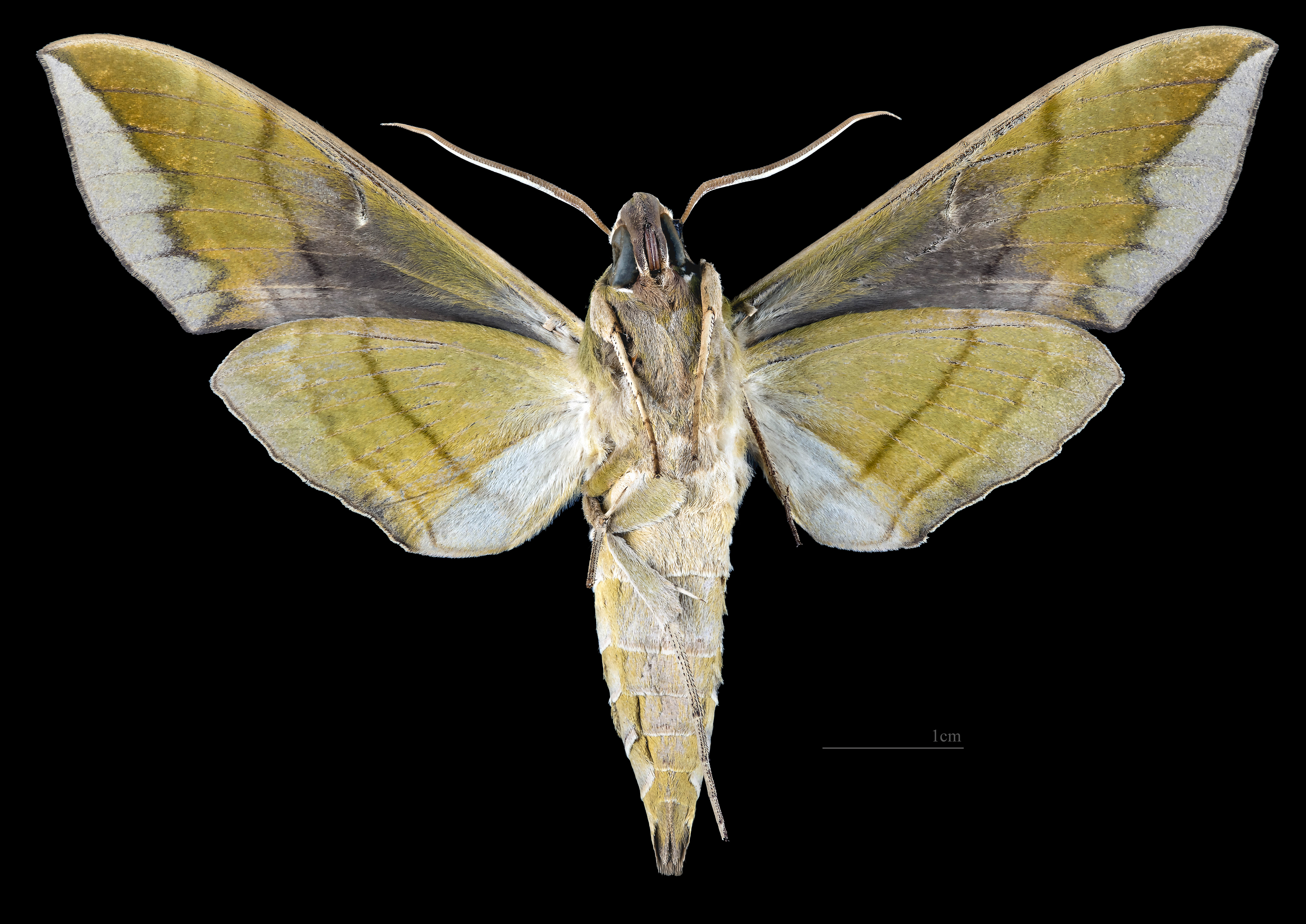
Eumorpha pandorus ♂   △
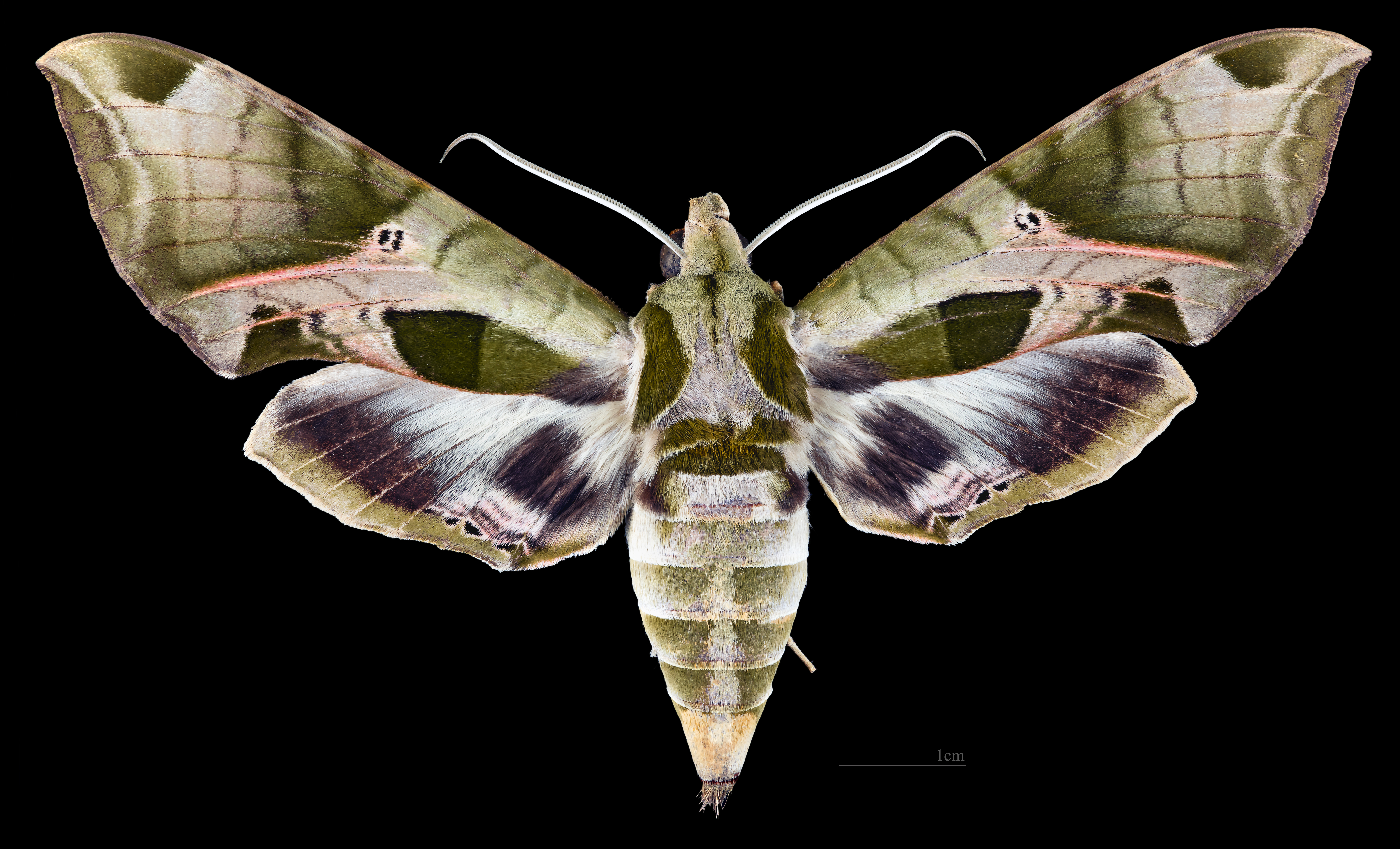
Eumorpha pandorus  ♀
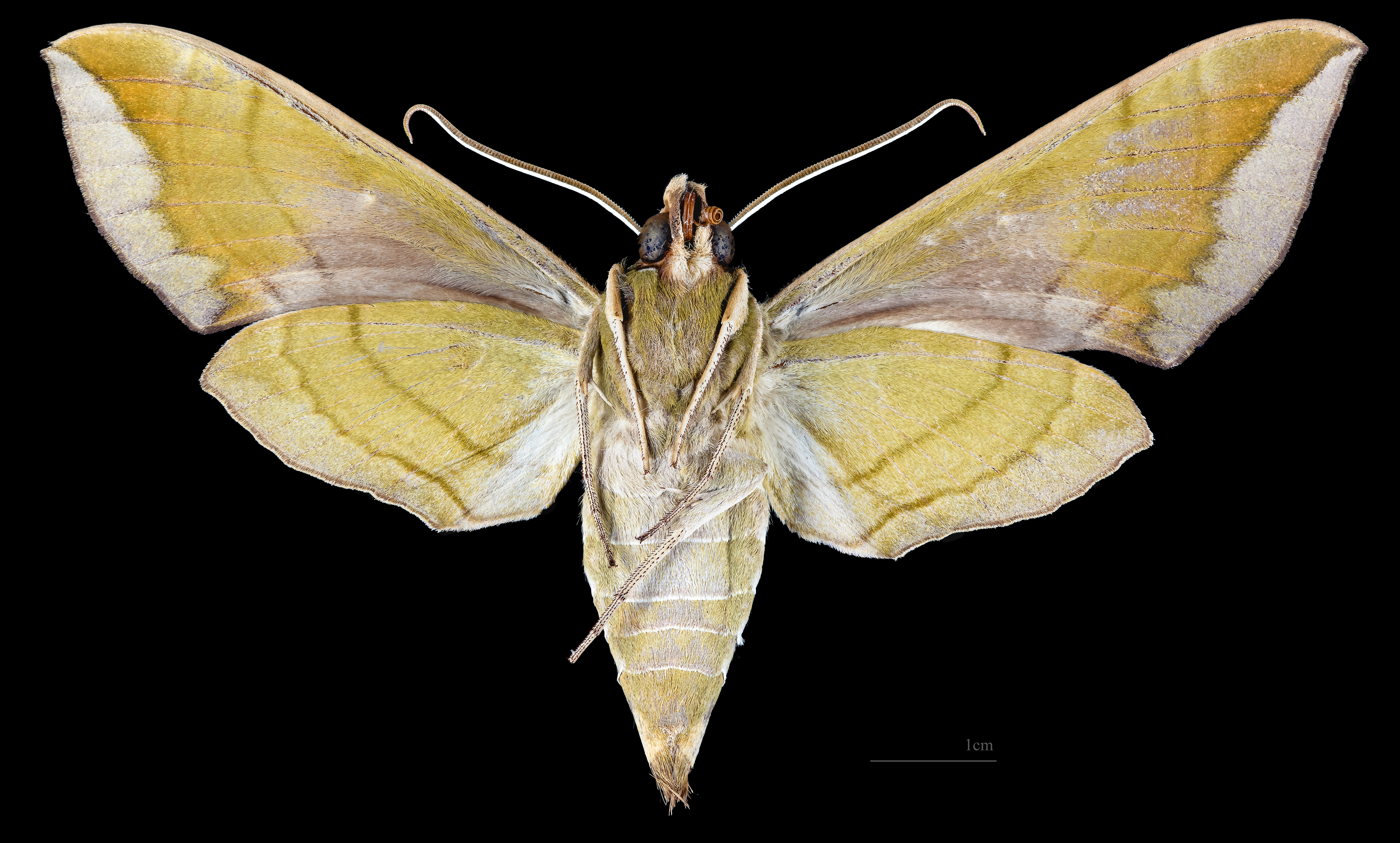
Eumorpha pandorus ♀ △

### Raupe
Die Raupen treten in sehr unterschiedlichen Farbvarianten auf. So erscheinen braune, rote oder grüne Individuen. Auffällig sind die weißen runden Flecke an den Seiten der mittleren Segmente. Am Körperende befindet sich ein kurzes Analhorn.

### Ähnliche Arten
- Beim Oleanderschwärmer (Daphnis nerii) überwiegen auf den Flügeln die grünlichen Farbelemente. An der Vorderflügelwurzel befindet sich zu beiden Seiten je ein dunkler Augenfleck. Die Art kommt in Europa, Afrika und Asien vor, sodass es keine geographische Überlappung mit Eumorpha pandorus gibt.
- Daraspa myron ist mit einer Flügelspannweite von 45 bis 65 Millimetern deutlich kleiner und unterscheidet sich durch die orangefarbenen Hinterflügel.

## Verbreitung und Vorkommen
Die Art ist im Osten, Südosten und der Mitte Nordamerikas von Nova Scotia und Ontario in südlicher Richtung bis nach Florida und Texas weit verbreitet. Sie lebt bevorzugt an felsigen Hängen und in Weinbergen.

## Lebensweise
Die dämmerungs- und nachtaktiven Falter fliegen in einer oder zwei Generationen je nach Vorkommensgebiet zwischen April und Oktober. Sie saugen Nektar an den Blüten von Petunien (Petunia), Seifenkräutern (Saponaria) sowie Pechnelken (Lychnis) und besuchen künstliche Lichtquellen. Die Raupen ernähren sich von den Blättern verschiedener Pflanzen, dazu zählen Weinreben- (Vitis), Ampelopsis- sowie Jungfernreben-Arten (Parthenocissus).